# Jonas Jurkus
Jonas Jurkus (*  24. Februar 1954 in Staiginė, Rajongemeinde Tauragė) ist ein litauischer Politiker, Bürgermeister (1990–1995)  und  stellvertretender Bürgermeister (1987–1990) von Mažeikiai.

## Leben
Von 1961 bis 1965 lernte er in Meldikviršiai bei Tauragė, von 1965 bis 1968 an der Martynas-Mažvydas-Schule. 1969 absolvierte er die Schule  Žukai in der Rajongemeinde Šilutė und von 1969 bis 1971  die technische Berufsschule Klaipėda. Von 1977 bis 1981 lernte er am Politechnikum in Mažeikiai. Von 1982 bis 1986  studierte er am Kauno politechnikos institutas. Ab 1990 war er Deputat im Rat Mažeikiai.
Von 2000 bis 2004 war er Mitglied im Seimas.
Er ist Mitglied der LSDP.

## Quelle
- 2011 m. Lietuvos savivaldybių tarybų rinkimai (Memento vom 6. September 2011 im Internet Archive)

| Personendaten    | Personendaten                              |
| ---------------- | ------------------------------------------ |
| NAME             | Jurkus, Jonas                              |
| KURZBESCHREIBUNG | litauischer Politiker, Mitglied des Seimas |
| GEBURTSDATUM     | 24. Februar 1954                           |
| GEBURTSORT       | Staiginė, Rajongemeinde Tauragė            |